# Australian National University
De Australian National University (ANU, vertaald: Australische Nationale Universiteit) is een staatsuniversiteit in de Australische hoofdstad Canberra. De universiteit hoort tot de leidende universiteiten van het land.

## Achtergrond
De campus van de universiteit kent een oppervlakte van 1,5 km² en bevindt zich in het stadsdeel Acton. Westelijk van het centrum van de stad en oostelijk van de Black Mountain. Er staan filialen van de universiteit in Kioloa (aan de kust van New South Wales) en in Darwin (in Northern Territory). Verder horen twee observatoria tot de universiteit: het Mount-Stromlo-Observatorium bij Canberra en het Siding-Spring-Observatorium bij Coonabarabran in New South Wales. In 2006 telde de ANU 13.000 studenten.
De ANU werd in 1946 opgericht door de Australische regering als enige universiteit met het het doel zich te richten op onderzoek door postgraduate-studenten. In 1960 werd het door de fusie met de universiteit van Canberra ook mogelijk studenten zonder academische vooropleiding te laten studeren.
De universiteit bestaat nog steeds uit twee delen: het Institute of Advanced Studies, dat zich richt op onderzoek en postgraduate-studies, en de faculteiten die zowel bachelor- als ook masterstudies bieden. Verder behoren nog de onderzoekscentra tot de universiteit.
De ANU is de enige universiteit in het land die ontstaan is als gevolg van een besluit van het nationale parlement. Alle andere universiteiten kwamen tot stand na besluiten door de parlementen in de eigen regio's.

## Onderdelen
- ANU College of Arts and Social Sciences
- ANU College of Asia and the Pacific
- ANU College of Business and Economics
- ANU College of Engineering and Computer Science
- ANU College of Law
- ANU College of Medicine, Biology and Environment
- ANU College of Physical and Mathematical Sciences
- Australian National Institute for Public Policy (Crawford School of Public Policy)
- National Security College
- National Centre for Indigenous Studies

## Nobelprijsdragers
De volgende Nobelprijsdragers zijn verbonden aan de ANU:
- Sir Howard Florey (1945 - geneeskunde)
- Professor John Eccles (1963 - geneeskunde)
- Professor John Harsanyi (1994 - economie)
- Professor Rolf M. Zinkernagel (1996 - geneeskunde)
- Professor Peter C. Doherty (1996 - geneeskunde)
- Professor Brian Schmidt (2011 - natuurkunde)

## Verder verbonden

### Als hoogleraar
- Frank Fenner (1914-2010), microbioloog
- Jan Willem de Jong (1921-2000), Nederlands oriëntalist
- Anna Wierzbicka (1938), taalkundige
- Rolf M. Zinkernagel (1940), immunoloog
- David Chalmers (1966), filosoof
- Brian Schmidt (1967), astronoom en natuurkundige
- Klaus Winter (?), Duits botanicus
- Nicolette Fraillon (?), dirigente
- John Powers (?), oriëntalist en boeddholoog

### Als student
- Kevin Rudd (1957), diplomaat en politicus
- Richard Roxburgh (1962), acteur
- Kristen Cornwell (1967), jazz-zangeres